# Arima Harunobu
Arima Harunobu est un nom japonais traditionnel ; le nom de famille (ou le nom d'école), Arima, précède donc le prénom (ou le nom d'artiste).
Arima Harunobu (有馬 晴信, 1567-5 juin 1612) est le deuxième fils et successeur du daimyo Arima Yoshisada.

## Biographie
Harunobu naît au château de Hinoe, château du clan Arima qui contrôle la zone Shimabara de la province de Hizen. Après la mort du père de Harunobu, il[Qui ?] commence la persécution des chrétiens dans sa région. Lorsque Ryūzōji Takanobu pénètre dans son domaine, Harunobu se tourne vers l'aide des Jésuites.
Harunobu est baptisé par Alessandro Valignano en 1579. Il prend le nom de baptême « Protasius », et plus tard prend le nom de « Jean » quand il reçoit sa confirmation. À la suite de sa conversion au christianisme, Harunobu commence à recevoir des armes des Portugais, ce qui renforce le clan Arima. Il fonde également dans son domaine un séminaire et un centre de formation pour novices où, en dehors du programme d'études ordinaire, les élèves apprennent également la musique, la peinture et la sculpture européennes ainsi que la fabrication d'orgues et de montres de poche. En 1582, Harunobu s'associe avec les daimyos chrétiens de Kyūshū, Ōtomo Sōrin et Ōmura Sumitada, pour envoyer une ambassade japonaise au pape Grégoire XIII à Rome, dirigée par Valignano et représentée par Mancio Itō.
En 1586, il a une vision dans laquelle lui apparaissent deux personnes d'extérieur céleste qui lui parlent ainsi : « Sache que sur les terres sur lesquelles tu règnes, le signe de Jésus se trouve, honore-le et aime-le beaucoup, car ce n'est pas l’œuvre de l'homme. » Six mois plus tard, il arrive qu'un fervent chrétien du voisinage d'Arima envoie son fils dans la forêt pour couper du bois. À son arrivée, le jeune homme remarque un arbre quelque peu desséché ; il le fend en deux et trouve insérée au milieu de celui-ci une croix de couleur brune et de forme régulière. Dès que Harunobu entend parler de cela, il se rend sur place et en voyant la croix s'écrie : « Voici le signe de Jésus, qu'on m'a dit était caché dans mes domaines et qui n'a pas été fait par la main de l'homme. » Il tombe à genoux, et après l'avoir vénérée avec force larmes, il l'a fait porter à Arima où sur son ordre, elle est formée dans un magnifique cristal. Cette croix miraculeuse entraîne la conversion de vingt mille personnes. Lorsque Toyotomi Hideyoshi expulse les pères catholiques et interdit l'enseignement du christianisme en 1587, le domaine d'Arima devient un refuge pour de nombreux croyants et missionnaires chrétiens.
Au cours de l'année 1582, Harunobu perd le château de Shimabara et est réduit à tenir une mince bande de la péninsule. Harunobu appelle à l'aide le clan Shimazu contre les forces du Ryūzōji Takanobu. Les Shimazu envoient Shimazu Iehisa à Shimabara. Au cours de l'année 1584, les forces combinées des Arima et des Shimazu, fortes de plus de 3 000 soldats, défont les Ryūzōji. La bataille qui les oppose est connue sous le nom « bataille d'Okitanawate ». Au cours de cette bataille, Ryūzōji Takanobu est tué. Ensuite, Shimazu Yoshihisa suggère que les Arima renoncent au christianisme, mais Harunobu s'y refuse.
Après l'invasion de Kyūshū en 1587, Harunobu s'allie avec Toyotomi Hideyoshi. Au cours de l'année 1592, la force alliée emmène quelque 2 000 hommes en Corée sous Konishi Yukinaga. Au cours de la bataille de Sekigahara en 1600, Harunobu soutient Tokugawa Ieyasu et ne perd donc pas de terres après la bataille.
Au cours de l'année 1609, Harunobu est chargé de prospecter un centre potentiel commercial pour les navires japonais, chinois et occidentaux. Un jour, à leur arrivée, la plupart des habitants de l'île attaquent les hommes de Harunobu et beaucoup sont tués. Plus tard cette même année, un navire de commerce que Harunobu a envoyé au royaume de Champā est attaqué par les Portugais lors de l'arrêt à Macao. En représailles, Harunobu attaque l'année suivante le navire de commerce portugais Madre de Deus à destination de Nagasaki en provenance de Macao. Immédiatement après cet incident, l'Okamoto Daihachi Jiken entraîne la mort d'Arima Harunobu.

## Incident Okamoto Daihachi
Un certain Okamoto Daihachi, serviteur de Honda Masazumi, proche conseiller de Tokugawa Ieyasu, est envoyé à Harunobu pour le féliciter de sa victoire contre les Portugais. Okamoto est aussi un chrétien et il est diverti par Arima Harunobu avec un festin. Pendant le banquet, Okamoto dit à Arima que grâce à son influence sur son maître, il pourrait aider Arima à récupérer trois districts (gun, 郡) perdus au profit du clan Ryūzōji au cours des années précédentes. Arima le croit et envoie des paiements en or et en argent pour faire pression pour son compte auprès du gouvernement de Tokugawa.
Cependant, Okamoto empoche l'argent et ne fait rien de ce qu'il a promis. Lorsque Arima Harunobu rencontre Honda Masazumi lors de sa visite obligatoire à Edo, il apprend que ce dernier n'est pas au courant des relations de Harunobu avec Okamoto. Furieux après Okamoto, Arima présente le cas à Tokugawa Ieyasu. Ieyasu fait immédiatement emprisonner Okamoto. L'enquête révèle qu'Arima a eu plusieurs autres relations avec Okamoto et qu'ils ont participé à un complot visant à assassiner le bugyō de Nagasaki. En fin de compte, Okamoto est condamné au bûcher, tandis qu'Arima est dépouillé de ses avoirs et exilé dans la province de Kai.

### Décès
Lorsque Arima reçoit du shogunat l'ordre de se faire seppuku, il refuse sur la base de ses principes chrétiens et à la place ordonne à ses serviteurs de le décapiter.
Alphonse de Liguori écrit de sa mort comme suit :

« L'empereur l'a déposé et exilé, à la suite d'une odieuse intrigue concoctée contre lui par son propre fils, nommé Michel. Dans son exil le roi Jean mène une vie très pénitente pour réparer tout le mauvais exemple qu'il a donné et ne désire rien tant que d'expier par sa mort, ses iniquités passées. Dieu réalise bientôt ses désirs.
Le prince Michel, non content d'avoir humilié ainsi son père et de s'être emparé de son trône, veut aussi lui ôter la vie. Il l'accuse auprès de l'empereur de plusieurs crimes supposés. Ce dernier, ne prenant conseil que de la haine qu'il lui porte, le condamne sans procès à être décapité et envoie cent cinquante soldats pour exécuter la sentence. C'est la coutume au Japon que lorsque l'on souhaite qu'un prince doit mourir, les personnes de sa cour le défendent jusqu'à la mort. Mais Jean demande à ses serviteurs de ne pas s'opposer à son exécution, et par affection pour lui, ils lui obéissent à contrecœur. En outre, il leur fait jurer de ne pas ouvrir son corps après sa mort. Il écrit alors à son fils dénaturé une lettre pleine de tendresse et lui demande pardon s'il l'a jamais offensé. Il se fait ensuite lire la Passion de Jésus-Christ, prie avec des larmes que les nombreux péchés de sa vie passée puissent lui être pardonnés. S'étant fait poser un crucifix devant lui, il se met à genoux et calmement attend le coup mortel. La bonne princesse Justa, sa femme, qui est présente, prend la tête de son mari entre ses mains et l'embrasse. Puis elle se retire dans ses appartements où elle coupe ses cheveux, ce qui indique qu'elle a renoncé au monde.
Le nouveau roi d'Arima, l'infâme parricide Michel, après avoir pris possession de tous les biens de son père, déclare la guerre contre la religion chrétienne. »

Son fils Arima Naozumi épouse Kuni-hime, fille adoptive de Tokugawa Ieyasu et, par conséquent, hérite de la terre confisquée à son père.

## Source de la traduction
- (en) Cet article est partiellement ou en totalité issu de l’article de Wikipédia en anglais intitulé « Arima Harunobu » (voir la liste des auteurs).